# Йозеф Крейчі
Йо́зеф Кре́йчі (чеськ. Josef Krejčí; 17 грудня 1821, Мілостин, поблизу Раковника — 19 жовтня 1881, Прага) — чеський композитор і музичний педагог.
Навчався в Празі в Яна Авґуста Вітасека і Йозефа Прокша. З 1844 року працював органістом і хормейстером в різних храмах Праги, з 1849 року також викладав. З 1858 директор Празької школи органістів, в 1865 очолив Празьку консерваторію. Автор трьох мес та іншої церковної музики, клавірних й органних творів. Тяжів до німецької традиції, був шанувальником Ріхарда Ваґнера і виступав опонентом Бедржіха Сметани, який також претендував на пост керівника Празької консерваторії, але вчена рада надала перевагу Крейчі. Серед учнів Крейчі — Вільґельм Кінцль, Владислав Желенський, Альфред Ґрюнфельд, В'ячеслав Сук.